# Stadtwald Bittermark

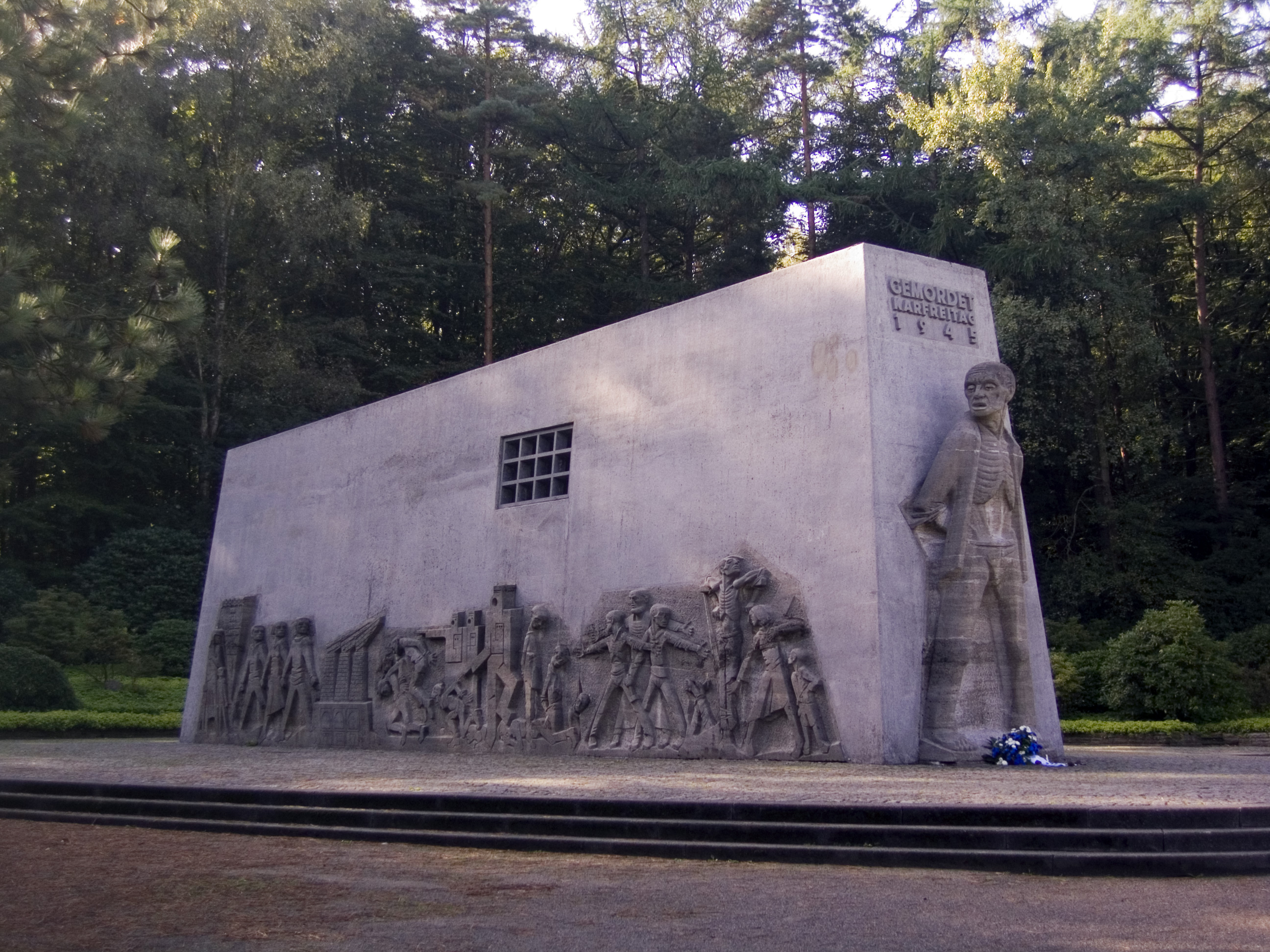
Das Mahnmal im Stadtwald Bittermark

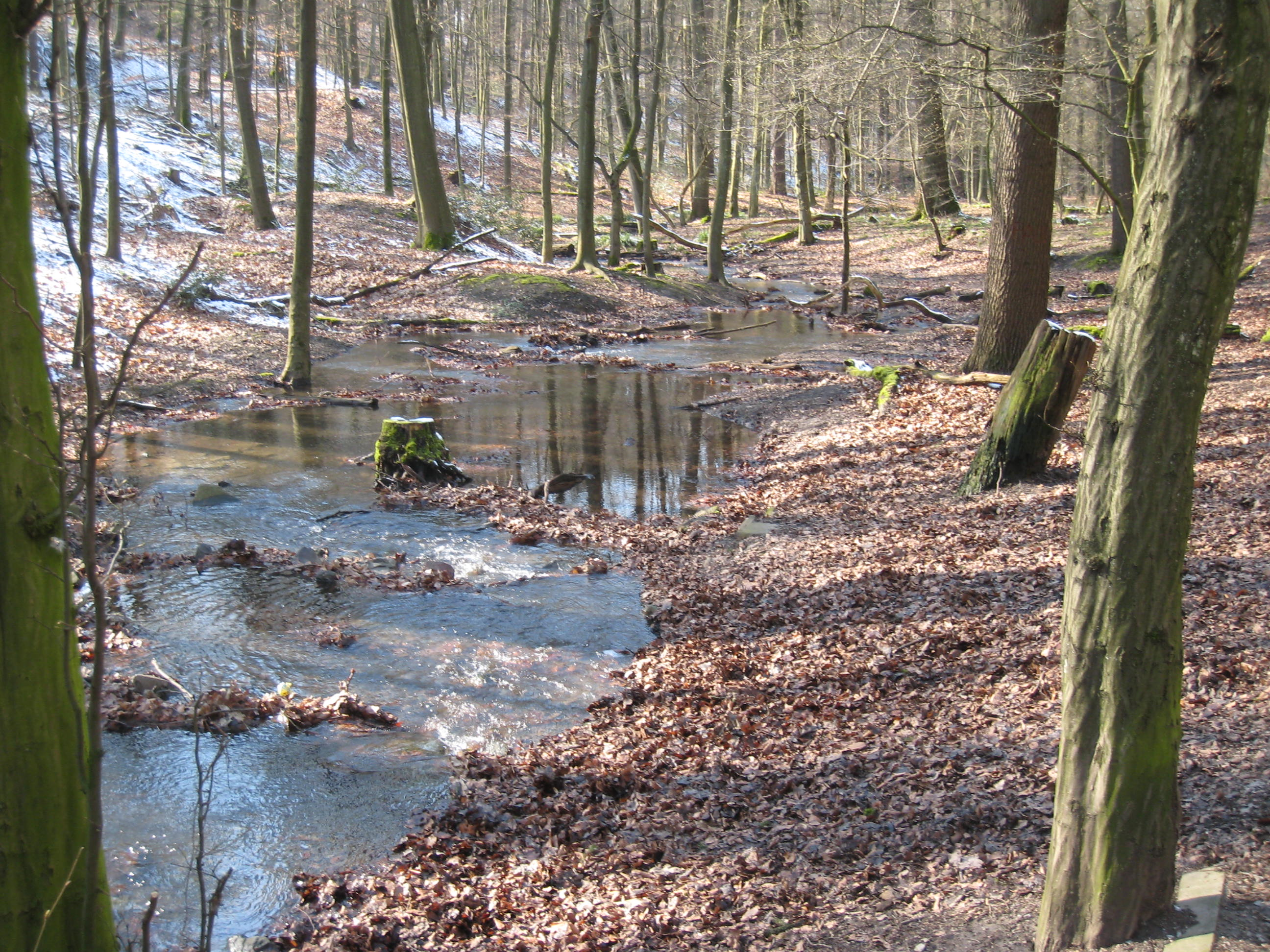
Der Olpkebach im Stadtwald Bittermark

Der Stadtwald Bittermark ist ein ausgedehntes Waldgebiet im Dortmunder Süden am Nordhang des Ardeygebirges.
Der Bittermärker Wald ist heute das größte zusammenhängende Waldgebiet auf Dortmunder Stadtgebiet. Im Süden des Stadtwalds durchschneidet die Sauerlandlinie auf einer Talbrücke das Waldgebiet. Im Stadtwald Bittermark erinnert das Mahnmal Bittermark an Kriegsendphasenverbrechen, die hier kurz vor Ende des Zweiten Weltkriegs verübt wurden.
Der Wald wird vom Olpkebach durchflossen und hat bergbauhistorische Bedeutung. Am Nordhang des Ardeys treten Kohleflöze an die Oberfläche und wurden schon früh abgebaut. An die Zeche Wesselbank erinnern heute Schautafeln im Stadtwald.
Der Stadtwald Bittermark hat heute neben der forstwirtschaftlichen Relevanz vor allem Bedeutung als Freizeitrefugium. Das von zahlreichen Wegen durchzogene Waldgebiet wird vor allem von Mountainbikern, Joggern und Spaziergängern zur Erholung genutzt.
Auf dem Kamm des Ardeys stand bis zum Zweiten Weltkrieg die Viermärker Eiche, eine ehemalige Feme- und Gerichtsstätte und ein bis heute bekanntes Naturdenkmal, an der die Bittermark, die Kleinholthauser Mark, die Ender Mark und die Reichsmark aufeinandertrafen.